# Periclimenes gonioporae
Periclimenes gonioporae är en kräftdjursart som beskrevs av Bruce 1989. Periclimenes gonioporae ingår i släktet Periclimenes och familjen Palaemonidae. Inga underarter finns listade i Catalogue of Life.